# Биенале на Венеция
Биеналето на Венеция (на италиански: Biennale d'arte di Venezia) или Международното художествено изложение (Esposizione Internazionale d'Arte) е международно културно изложение, провеждано ежегодно от Фондация „Биенале на Венеция“ във Венеция, Италия. То се фокусира върху съвременното изкуство и е едно от най-важните и престижни международни събития в света в тази сфера. Включва събития за изкуство, съвременен танц, архитектура, кино и театър.
Двата основни компонента на фестивала са известни като Венецианско биенале на изкуствата (Biennale d'Arte di Venezia) и Венецианско биенале на архитектурата (Biennale d'Architettura di Venezia), които се провеждат в редуващи се години (оттук и името). Останалите компоненти – Биенале на музиката (Biennale Musica), Биенале на театъра (Biennale Teatro), Филмов фестивал във Венеция (Mostra Internazionale d'Arte Cinematografica della Biennale di Venezia) и Биенале на танца (Biennale Danza) се провеждат ежегодно. Основната изложба се провежда в квартал „Кастело“ и има около 30 постоянни павилиона, построени от различни страни.

## История

### 1895 – 1947
На 19 април 1893 г. Венецианският градски съвет приема резолюция, с която организира национално изложение на италианското изкуство (Esposizione biennale artistica nazionale), за да отпразнува сребърната годишнина на крал Умберто I и Маргарита Савойска. Година по-късно съветът приема три способа за избор на участващи художници – по изрична покана, чрез квота за чуждестранни художници и трети, целящ признаване на творбите на непоканени италиански художници, избрани от жури.
Първото издание на биеналето – Първата международна художествена изложба на град Венеция (I Esposizione Internazionale d'Arte della Città di Venezia), макар първоначално да е планирано за 22 април 1894 г., е открито на 30 април 1895 г. от крал Умберто I и Маргарита Савойска. Първата изложба е разгледана от около 224 000 посетители. Изложението се провежда в Джардини.
През първите две десетилетия на 20 век събитието става предимно международно. От 1907 г. на няколко държави е позволено да построят свой национален „дом на изкуството“ в парка на изложението, наречени национални павилиони. Първи е изграден павилионът на Белгия (1907 г.). През 1910 г. първите международно известни художници излагат свои творби: зала, посветена на Густав Климт, зала – самостоятелна изложба на Пиер-Огюст Реноар, ретроспектива на Гюстав Курбе. Творбите на Пабло Пикасо са премахнати от Испанския салон в Централния дворец поради опасения, че обществеността би могла да се скандализира. Към 1914 г. вече са построени седем павилиона – на Белгия (1907), Унгария (1909), Германия (1909), Великобритания (1909), Франция (1912), Русия (1914) и Италия.
По време на Първата световна война арт събитията за 1916 и 1918 година са отменени. През 1920 г. длъжностите на кмет на Венеция и на председател на биеналето са разделени. Новият председател на биеналето  Виторио Пика довежда на изложението за първи път авангардното изкуство, особено импресионистите и постимпресионистите. 
През 1922 г. се провежда изложба на африкански скулптори.
Между двете световни войни много известни модерни художници излагат своите творби в салоните на биеналето.
През 1928 г. е открит Историческият институт за съвременно изкуство (Istituto Storico d'Arte Contemporanea), който се явява ядро на архивните колекции на биеналето. През 1930 г. наименованието му е променено на Исторически архив на съвременното изкуство. 
През 1930 г. с кралски декрет № 33 от 13-01-1930 биеналето е преобразувано в автономна институция.
Впоследствие контролът върху биеналето преминава от Венецианския градски съвет към националното фашистко правителство под ръководството на Бенито Мусолини. Това води до преструктуриране, свързано финансов тласък, както и до нов председател – граф Джузепе Волпи ди Мизурата. Създадени са три изцяло нови събития, включително Биенале Музика през 1930 г., наричан още Международен фестивал за съвременна музика, Филмовият фестивал във Венеция през 1932 г., за който се твърди, че е първият филмов фестивал в историята, наричан още Международен филмов фестивал във Венеция, и Биенале Театър през 1934 г., наричан още Международен театрален фестивал.
През 1933 г. Венецианското биенале организира изложба на италианското изкуство в чужбина. От 1938 г. се присъжда Гран при (Голямата награда).
По време на Втората световна война дейността на биеналето е прекъсната, като изданието от 1942 г. е последно. Филмовият фестивал се възобновява през 1946 г., музикалният и театралният фестивали – през 1947 г., а художествената изложба – през 1948 г.

### 1948 – 1973
Арт биеналето е възобновено през 1948 г. с голяма изложба-резюме. Кураторът на биеналето – изкуствоведът Родолфо Палукини подновява традицията, като кани импресионисти и именити представители на изкуството, сред които Марк Шагал, Паул Клее, Жорж Брак, Пол Делво, Джеймс Енсор и Рене Магрит, както и ретроспекция на произведенията на Пикасо. Пеги Гугенхайм е поканена да покаже прочутата си Нюйоркска колекция, която впоследствие настанява в дома си – сградата Ка' Вениер дей Леони на Канал Гранде, където колекцията се намира и днес.
През 1949 г. е възродено вниманието към авангардните движения в европейските, а по-късно – към световни течения, в модерното и съвременно изкуство. През 50-те години е въведен Абстрактният експресионизъм, а биеналето е признато за въвеждане на Попарт-а в канона на историята на изкуството, като присъжда голямата награда на Робърт Раушенберг през 1964 г. От 1948 до 1972 г. италианският архитект Карло Скарпа прави серия от забележителни промени по изложбените пространства на биеналето, отнасящи се и до интериора, и до екстериора.
През 1954 г. остров Сан Джорджо Маджоре става домакин на първите в Европа театрални представления на Ногаку (Но) – японско театрално изкуство от 14 век. От 1956 г. участващите филми вече не се състезават на национален принцип – „филм – държава участник“. Златният лъв от 1957 г. е присъден на Шотоджит Рай, въвел индийското кино в киносалоните на Запада. 
Студентските протести от 1968 г. представляват криза за биеналето, като затрудняват неговото откриване. Следва период на институционални промени, завършващи с нов статут през 1973 г. 
През 1969 г. след протести присъждането на Гран при е прекратено до 1980 г., когато е възобновено за кинофестивала, а през 1986 г. – за художествената изложба.
През 1972 г. за първи път биеналето има тема, наречена „Opera o comportamento“ („Творба или поведение“).
От 1973 г. Музикалният фестивал вече не се провежда ежегодно. През годината, в която не се провежда Киноизложбата, има поредица Дни на италианското кино, популяризирани от секторни органи в „Кампо Санта Маргерита“ във Венеция.

### 1974 – 1998
През 1973 г. започва 5-годишното президентство на Карло Рипа ди Меана. Международната художествена изложба не се провежда (до възобновяването й през 1976 г.). Театрални и кино събития се провеждат през октомври 1974 г. и 1975 г. под надслов „Свобода за Чили“ - голям културен протест срещу диктатурата на Аугусто Пиночет. На 15 ноември 1977 г. се открива т. нар. Дисидентско биенале (по отношение на дисидентското движение в СССР). Поради последвалите противоречия в италианските леви партии председателят Рипа ди Меана подава оставка в края на годината.
През 1978 г. започва новото президентство на Джузепе Галасо (1978-1983). Заложен е принципът всеки от художествените сектори да има постоянен директор, който да организира дейността му. 
През 1980 г. е създадена секция „Архитектура“ на Биеналето. Ръководителят Паоло Портогези отваря Corderie dell'Arsenale за публика за първи път. На филмовия фестивал във Венеция наградите са възстановени (между 1969 и 1979 г. изданията не са състезателни). През 1980 г. Акиле Бонито Олива и Харалд Зееман представят "Aperto" – част от изложбата, предназначена да изследва нововъзникващото изкуство. Италианският изкуствовед Джовани Каранденте ръководи изданията от 1988 г. и 1990 г. След това има тригодишна пауза, за да се гарантира, че изданието от 1995 г. ще съвпадне със 100-годишнината на Биеналето.
Изданието от 1993 г. е под ръководството на Акиле Бонито Олива. През 1995 г. Жан Клер е назначен за първия неиталиански директор на биеналето по визуални изкуства, докато Джермано Челанте е назначен за директор през 1997 г. 
За стогодишнината през 1995 г. Биеналето популяризира събития във всеки сектор от своята дейност: 34-ия театрален фестивал, 46-ата художествена изложба, 46-ия музикален фестивал, 52-ия филмов фестивал.

### 1999 – настояще
48-то и 49-то издание през 1999 г. и 2001 г. са под ръководството на Харалд Зееман. Тези издания имат по-голямо представяне на творци от Азия и Източна Европа и млади творци, и разширяват шоуто в няколко наскоро реставрирани пространства на Арсенала. 
През 1999 г. е създаден нов сектор за спектакли на живо: DMT (Танцов музикален театър). 
50-то издание през 2003 г. под ръководството на Франческо Бонами, включва рекорден брой от седем съкуратори, включително Ханс Улрих Обрист, Катрин Дейвид, Игор Забел, Хоу Ханру и Масимилиано Джиони. 
51-ото издание на Биеналето е открито през юни 2005 г., курирано за първи път от две жени, Мария де Корал и Роза Мартинес. Де Корал организира „Опитът на изкуството“, който включва 41 художници, от минали майстори до по-млади фигури. Мартинес поема Арсенала с "Винаги малко по-далеч". Опирайки се на „митът за романтичния пътешественик“, нейната изложба включва 49 художници, вариращи от елегантни до светски. 
През 2007 г. Робърт Стор става първият ръководител от Съединените щати, курирал Биеналето (52-ро) с шоу, озаглавено „Мисли със сетивата – чувствай с ума“. Изкуство в сегашно време.“ 
Шведският куратор Даниел Бирнбаум е артистичен директор на изданието от 2009 г., озаглавено „Fare Mondi // Making Worlds“. 
Изданието за 2011 г. е курирано от швейцарския куратор Бис Кюриже, озаглавено „ILLUMInazioni – ILLUMInations“. 
Биеналето през 2013 г. е курирано от италианеца Масимилиано Джони. Заглавието и темата, Il Palazzo Enciclopedico / Енциклопедичният дворец, са възприети от архитектурен модел на самоукия италианско-американски художник Марино Аурити. Работата на Аурити „Енциклопедичният дворец на света“ е изложена в Музея на американското народно изкуство и в първата зала на Арсенала по време на биеналето. 
Кураторът Окуи Енуезо е отговорен за изданието от 2015 г. Той е първият роден в Африка куратор на биеналето. Като катализатор за представяне на различни начини за представяне на множество желания и бъдеще той поръчва специални проекти и програми по време на Биеналето в Джардини. Това включва срещата на върха на НПО Creative Time, издателския проект SUPERCOMMUNITY на e-flux journal (издателска платформа и архив, артистичен проект, кураторска платформа и услуга за електронна поща, основана през 1998 г.), Коалицията „Gulf Labor“ (коалиция от художници и активисти, основана през 2011 г. и базирана в Ню Йорк), The Invisible Borders Trans-African Project и Abounaddara.
Биеналето от 2017 г., озаглавено Viva Arte Viva, е режисирано от френската кураторка Кристин Масел, която го нарича „изложба, вдъхновена от Хуманизма“. Германският художник Франц Ерхард Валтер печели Златен лъв за най-добър художник в централния павилион, докато Кароли Шнееман е наградена посмъртно със Златен лъв за цялостно творчество.
Биеналето за 2019 г., озаглавено May You Live In Interesting Times („Нека да живееш в щастливи времена“), е режисирано от американския куратор Ралф Ругоф.
Изданието от 2022 г., курирано от италианската кураторка Чечилия Алемани, е озаглавеноа „Млякото на сънищата“ по книга на родената във Великобритания мексиканска сюрреалистка Леонора Карингтън.
Към днешна дата биеналето е посетено от над 500 000 посетители.
През февруари 2024 г. хиляди творци и културни дейци, включително Джеси Дарлинг, Йоана Пиотровска, Нан Голдин, Майкъл Раковиц и Лейла Сансур, подписват петиция, призоваваща Израел да бъде изключен от Венецианското биенале поради военната кампания на Израел през Ивицата Газа. Биеналето отхвърля петицията, заявявайки, че „няма да вземе под внимание никаква петиция или призив за изключване“ на държави, признати от Италия. 
На 13 февруари 2024 г. пресслужбата на Светия престол обявява, че папа Франциск ще присъства на Венецианското биенале. Той посещава павилиона на Светия престол в затвора „Джудека“ на 28 април 2024 г. Това е първият път, когато папа посещава международната изложба.

## Организация
Биеналето се организира всяка година от 1895 г., което го прави най-старото по рода си. От 2021 г. Биеналето на изкуствата се провежда в четни години, а Биеналето на архитектурата в нечетни години. В активния период (в нечетни години) се нарича „Арт биенале“, за да се разграничи от другите изложби, които се организират – кино, театър, танци, архитектура, музика.
Фондация „Биенале на Венеция“ организира следните събития в рамките на биеналето:
| Наименование                         | Официално наименование                     | от      | Честота                           |
| ------------------------------------ | ------------------------------------------ | ------- | --------------------------------- |
| Биенале на изкуствата                | Международна художествена изложба          | 1895    | нечетни години (от 2022 г.)       |
| Биенале на музиката                  | Международен фестивал за съвременна музика | 1930    | ежегодно (септември - октомври)   |
| Биенале на театъра                   | Международен театрален фестивал            | 1934    | ежегодно (юли-август)             |
| Венециански филмов фестивал          | Международен филмов фестивал на Венеция    | 1934    | ежегодно (август-септември)       |
| Венецианско биенале на архитектурата | Международна архитектурна изложба          | 1980    | четни години (от 2000 г.)         |
| Биенале на танца                     | Международен фестивал за съвременен танц   | 1999 г. | ежегодно (юни; на 2 г. 2010-2016) |

Основната изложба, която се провежда в квартал „Кастело“, в залите на градините на Арсенала и на Биеналето, редува изкуство и архитектура (оттук и името „биенале“). Другите събития, организирани от фондацията, обхващащи театър, музика и танци, се провеждат ежегодно в различни части на Венеция, докато Филмовият фестивал във Венеция се провежда в Лидо.
Биеналето на изкуствата (La Biennale d'Arte di Venezia) е една от най-големите и значими изложби на съвременно визуално изкуство в света. Наречено така, защото се провежда два пъти годишно, и това е оригиналното биенале, по което са моделирани други в света. Изложбеното пространство се простира на над 7000 квадратни метра и художници от над 75 страни са представени в колективните изложбени пространства, както и в националните павилиони. 
До 2019 г. Биеналето на изкуствата се провежда в нечетни години, а Биеналето на архитектурата – в четни години, но след като пандемията от COVID-19 налага отлагане, Биеналето на изкуствата вече се провежда в четни години (2022, 2024), а Биеналето на архитектурата в нечетни години (2021, 2023).
Биеналето на архитектурата (La Biennale d'Architettura di Venezia) се провежда в нечетни години. Подобно на Биеналето на изкуствата, изложбата се основава на основна изложба в залите на Арсенала, и на национални изложби, провеждани в павилионите на градините на Арсенала и на Биеналето.

## Куратори на биеналето
- 1948 – Родолфо Палукини
- 1950 – Родолфо Палукини
- 1952 – Родолфо Палукини
- 1954 – Родолфо Палукини
- 1956 – Родолфо Палукини
- 1958 – Джан Алберто Дел'Акуа
- 1960 – Джан Алберто Дел'Акуа
- 1962 – Джан Алберто Дел'Акуа
- 1964 – Джан Алберто Дел'Акуа
- 1966 – Джан Алберто Дел'Акуа
- 1968 – Маурицио Калвези и Гуидо Бало
- 1970 – Умбро Аполонио
- 1972 – Марио Пенелопе
- 1974 – Виторио Греготи
- 1976 – Виторио Греготи
- 1978 – Луиджи Скарпа
- 1980 – Луиджи Карлучо
- 1982 – Систо Дала Палма
- 1984 – Маурицио Калвези
- 1986 – Маурицио Калвези
- 1988 – Джовани Каранденте
- 1990 – Джовани Каранденте
- 1993 – Акиле Бонито Олива
- 1995 – Жан Клер
- 1997 – Джермано Челант
- 1999 – Харалд Зееман
- 2001 – Харалд Зееман
- 2003 – Франческо Бонами
- 2005 – Мария де Корал и Роза Мартинес
- 2007 – Робърт Стор
- 2009 – Даниел Бирнбаум
- 2011 – Бис Кюриже
- 2013 – Масимилиано Джони
- 2015 – Окуи Енуезо
- 2017 – Кристин Масел[30]
- 2019 – Ралф Ругоф[31]
- 2022 – Чечилия Алемани[32]
- 2024 – Адриано Педроза[33]

## Роля на художествения пазар
Когато Венецианското биенале е основано през 1895 г., една от основните му цели е да създаде нов пазар за съвременно изкуство. Между 1942 г. и 1968 г. търговски офис помага на художниците да намерят клиенти и да продават произведенията си – услуга, за която начислява 10% комисионна. Продажбите остават неразделна част от биеналето до 1968 г., когато е въведена забрана за продажба. Важна практическа причина, поради която фокусът върху не-стоките не успява да отдели Венеция от пазара, е, че на самото биенале липсват средства за производство, изпращане и инсталиране на тези мащабни произведения. Поради това финансовото участие на дилърите се счита широко за необходимо, тъй като те редовно осигуряват финансиране за производството на амбициозни проекти. Освен това всяка друга година Венецианското биенале съвпада с близкия Art Basel – първият в света търговски панаир за модерно и съвременно изкуство. Многобройни галерии с изложби на художници във Венеция обикновено носят произведения на същите художници в Базел.

## Централен павилион и Арсенал
Официалното биенале се провежда в парковото пространство „Джардини“. В „Джардини“ са изградени основните експозиционни павилиони на отделните държави (национални домове на изкуството) и Централният павилион (Palazzo Centrale),  който включва голяма изложбена зала, в която се помещава тематичната изложба, курирана от директора на Биеналето.
Иницииран през 1980 г., Aperto започва като маргинално събитие за по-млади творци и творци от национален произход, които не са представени от постоянните национални павилиони. То обикновено се провежда в Арсенала (някогашната флотска корабостроителница от времето на Венецианската република) и става част от официалната програма на биеналето. През 1995 г. няма Aperto, така че редица участващи страни наемат места, за да покажат изложби на нововъзникващи художници. От 1999 г. международната изложба и Aperto се провеждат като единна изложба, която се провежда както в Централния павилион, така и в Арсенала. Също през 1999 г. реновация на стойност 1 млн. долара трансформира района на Арсенала в група от реновирани корабостроителници, навеси и складове, което повече от удвоява изложбеното пространство на Арсенала от предишните години.
Специално издание на 54-то биенале се провежда в Павилион „Италия“ на Torino Esposizioni – Sala Nervi (декември 2011 – февруари 2012) за 150-ата годишнина от обединението на Италия. Събитието е режисирано от Виторио Згарби.
Към основните експозиционни площи се присъединяват различни дворци, апартаменти, галерии и дори пространства в молитвени храмове, както и плавателни съдове на док или зони с улични инсталации.
За изданието през 2013 г. бюджетът на основната изложба е около 2,3 млн. щатски долара. Повече от 2 млн. долара са отпуснати предимно от частни лица, фондации и филантропи. 
- Арсеналът, Венеция
- Arsenale Biennale, 2015
- Арсеналът отвътре, 2011
- Арсеналът: Изложбена площ
- Докове на Арсенала
- Пристан на Арсенала

## Национални павилиони
В „Джардини“ се помещават 30 постоянни павилиона. Наред с Централния павилион, построен през 1894 г. и по-късно преструктуриран и разширяван на няколко пъти, „Джардини“ са заети от още 29 постоянни павилиона, построени в различни периоди от различните страни, участващи в Биеналето. Първата нация, която строи павилион, е Белгия през 1907 г., последвана от Германия, Великобритания и Унгария през 1909 г. Павилионите са собственост на отделни страни и се управляват от техните министерства на културата.
Държавите, които не притежават павилион в Джардини, излагат експозициите си на разни места във Венеция. Броят на представените държави продължава да нараства. През 2005 г. за първи път участва Китай, последван от Африканския павилион и Мексико (2007 г.), Обединените арабски емирства (2009 г.) и Индия (2011 г.).
Разпределението на постоянните павилиони до голяма степен е продиктувано от международната политика през 30-те години на 20я век и Студената война. Няма единен формат за това как всяка страна управлява своя павилион, установени и нововъзникващи страни, представени на биеналето, поддържат и финансират своите павилиони по различни начини. Докато павилионите обикновено се финансират от правителството, частното финансиране играе все по-голяма роля. През 2015 г. павилионите на Ирак, Украйна и Сирия са изцяло частно финансирани. Павилионът за Великобритания все още се управлява от Британския съвет, докато Съединените щати възлагат отговорността на обществена галерия, избрана от Държавния департамент, която от 1985 г. е колекцията на Пеги Гугенхайм. Държавите в Арсенала, които поискат временно изложбено пространство, плащат наемна такса на квадратен метър.
Павилионите също се използват от Биеналето на архитектурата.
Освен националните павилиони има безброй „неофициални павилиони“, които изникват всяка година. През 2009 г. има павилиони като павилиона на Габон и павилиона на Пекъм (Лондон). През 2017 г. Павилионът на диаспората събира 19 художници от сложни, многонационални среди, за да предизвикат преобладаването на националната държава на биеналето.
Интернет павилионът е основан през 2009 г. като платформа за активисти и артисти, работещи в нови медии. Следващите издания се провеждат от 2013 г. във връзка с биеналето.

### Списък на националните павилиони в Джардини
в скоби: годината на основаване
- Централен павилион (1895)
- Белгия (1907)
- Унгария (1909)
- Германия ((1909) 1938))
- Великобритания (1909)[42]
- Франция (1912)
- Нидерландия ((1912) 1953)[43]
- Русия (1914)
- Испания (1922)
- Чехия и Словакия (1926)
- САЩ (1930)
- Венеция (1932)
- Дания (1932)
- Сърбия (1932-38)
- Египет (1932)
- Полша (1932)
- Румъния (1932)
- Австрия (1934)
- Гърция (1934)
- Израел (1952)
- Швейцария (1952)[44]
- Венецуела (1956)
- Япония (1956)
- Финландия (1956)
- Канада (1957)
- Уругвай (1962)
- Швеция, Норвегия, Финландия (1962)
- Бразилия (1964)
- Австралия ((1988) 2015)
- Южна Корея (1995)

- Френски павилион, 2009
- Германски павилион, 2009
- Швейцарски павилион, 2009
- Бразилски павилион, 2011
- Унгарски павилион, 2018
- Скандинавски павилион, 2011. Арх. Свере Фен
- Южнокорейски павилион, 2009
- Руски павилион, 2009. Открит тържествено на 29 април 1914 г. в присъствието на великата херцогиня Мария Павловна, инициатор на проекта. Изграден е във венецианско-византийски стил. Арх. Алексей Шчусев[45]

## Съпътстващи събития
Във връзка с основната международна изложба и националните павилиони много местни и международни галерии, музеи, фондации и организации с нестопанска цел организират независими изложби в цяла Венеция. Кураторът на международната изложба избира няколко от тези изложби, които да бъдат включени като съпътстващи събития в програмата на Биеналето. Въпреки че тези изложби не се организират от Биеналето, изложбите, избрани като съпътстващи събития, се рекламират от Биеналето като допълнителен компонент на събитието.

## Награди
Венецианското биенале присъжда награди на художници, участващи в изложбата от първото издание през 1895 г. Големите награди са учредени през 1938 г. и продължават до 1968 г., когато са премахнати поради протестното движение. Наградите са възстановени през 1986 г. Селекциите се правят от борда на Венецианското биенале по предложение на куратора на международната изложба. Освен това по препоръка на куратора Биеналето назначава петимата членове на своето международно жури, което е натоварено с присъждането на награди на националните павилиони. Международното жури присъжда „Златен лъв“ за най-доброто национално участие, „Златен лъв“ за най-добър участник в международна изложба и „Сребърен лъв“ за "обещаващ млад участник в шоуто. Той може също така да посочи едно специално споменаване на национални участници и максимум две специални споменавания на художници в международната изложба.

## България на биеналето
До 2024 г. България участва общо 11 пъти, като началото е поставено през 1910 г., когато е тя една от само четирите чужди държави участнички.
През 2019 г. България е представена от Рада Букова и Лазар Лютаков с експозицията „Как живеем“, представена в Палацо „Джустиниан Лолин“.
На 59-ото издание на Венецианското биенале през 2022 г. България участва с проекта „Ето къде си“ на художникa Михаил Михайлов и кураторката Ирина Баткова.
На 60-ото издание на Венецианското биенале през 2024 г. България участва с проекта „Съседите“ на Красимира Буцева, д-р Лилия Топузова и Джулиан Шехирян и куратор Надежда Джакова.